# 道卡斯族
道卡斯族，又名斗葛族，為台灣原住民族群之一，族名音譯自日本學者伊能嘉矩記錄之「Taokas」，伊能依語言、文化保存程度將其歸類為平埔族群。

## 歷史

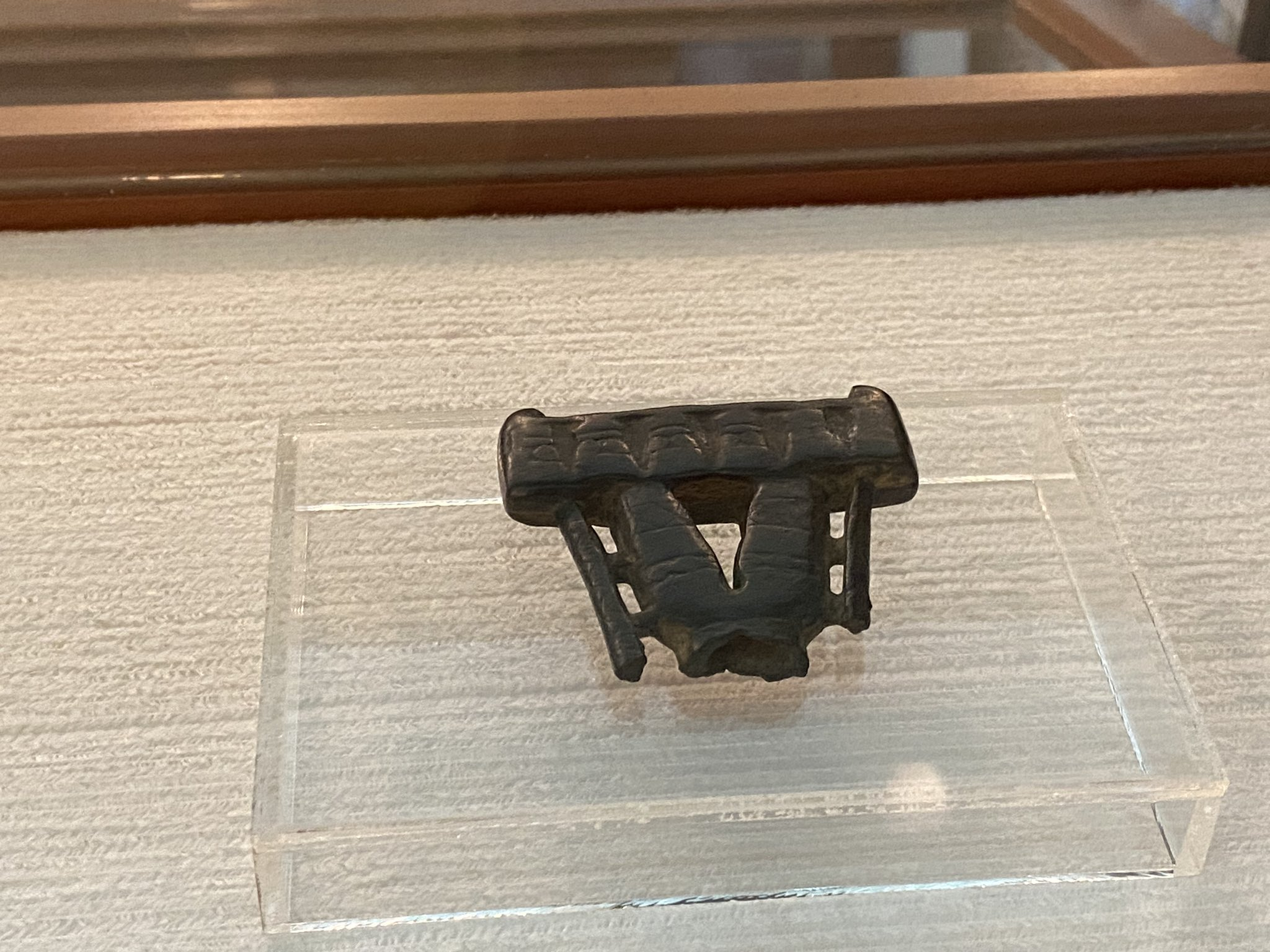
道卡斯族青銅鑄像（國立臺灣大學人類學博物館藏）

原居於新竹、苗栗、台中一帶的海岸平原區。「斗葛」一名據研究亦來自「道卡斯」。
大甲的河洛話類似道卡斯（TAOKAS）的譯音，源於當時外來的漢人對以當地道卡斯族稱呼此地地名。
清代道卡斯族人為避分類械鬥等因素，部份族人遷徙至埔里。清朝嘉慶道光兩朝時期（19世紀），是包含道卡斯族的中部平埔族群各社及族群的覺醒時期，但為時已晚大勢已去，雖然走上遷徙一途，但還是造成各社群的沒落並造成道卡斯族在內的平埔族群文化消失。現今道卡斯族高度漢化，並以臺灣閩南語（如苗栗縣後壠社），或客家話（如新竹縣竹塹社、苗栗縣貓閣社後裔）為主要家庭語言，但仍有部分長輩會在閩南語對話中參插道卡斯語單詞。
現在道卡斯人正積極推動正名運動，並振復自身傳統文化。於2024年7月3日由道卡斯文化協會正式向中華民國原住民族委員會提交族別認定申請。

## 著名歷史事件

### 大甲西社抗清事件
1731年末，道卡斯族位於大甲一帶的大甲西社因清廷官吏指派勞役過多而群起反抗，林武力發動武裝抗官行動，燒毀臺灣府淡水撫民同知衙門，殺傷衙役兵丁，同知張弘章逃逸。事發之初，時任臺灣鎮總兵呂瑞麟正好北巡到北台灣，聞變趕回貓盂（在今苗栗縣苑裡鎮），被原住民起事者圍困。隨後，呂某突圍入彰化縣治，並向臺灣府徵兵合攻，仍未平復。
1732年八月，負責征討大甲西社亂事的福建分巡臺灣道倪象愷的劉姓表親為求立功，竟將大肚社（在今臺中市大肚區）五名前來幫助官府運糧的「良番」（歸順的原住民）斬首，謊稱這五人是大甲西社的「作亂生番」。此事引起已歸順原住民的不滿，群湧彰化縣城理論抗議；知縣隨意敷衍，引起大肚社原住民不滿，於是聯合南大肚社、沙轆社（在今臺中市沙鹿區）、牛罵頭社（在今臺中市清水區）、樸子籬社（今臺中市東勢區），吞霄社（今苗栗縣通霄鎮）、阿里史社（今臺中市潭子區）等十餘社的平埔族群原住民約兩千餘人圍攻彰化縣城，焚燒附近數十里民房，漢人百姓逃散。
事件擴大後，其他各社如蓬山社（今大甲）、貓羅社（今彰化縣芬園鄉）、岸裡社（今臺中市神岡區）、水裡（今臺中龍井區）、阿束社（今彰化市茄冬腳、彰化縣和美鎮）等原住民番社也起而響應。至此大安溪到大甲溪之間，原屬於大肚王國領域內的山谷平原都陷入動盪之中。這是清領時期平埔族群武力反抗事件中規模最大的一次，當時彰化縣（今臺中市、彰化縣）境內平埔族群各社幾乎全部參加了此行動。

### 吞霄社事變
1699年的民變事件，起因為吞霄社漢通事黃申專制橫蠻。根據1893年苗栗縣誌《兵燹》一篇記載，1699年2月吞霄社土官卓介卓霧亞生亂。初通事黃申贌社於吞霄無止盡地征派社番供徭役，社番痛苦，土官卓介卓霧亞生鷙而起義，每當社番至鹿場捕鹿時，通事黃申即約定，社番出外捕鹿前，須繳納錢、米，才能出外捕鹿，後因土官卓介卓霧亞生等眾番鼓譟，殺漢通事黃申及其同夥數十人。當時臺灣道遣使招諭吞霄社番歸降，不得而入，乃發兩標官兵委署北路參將常泰進剿圍攻，同時並令南部之西拉雅族、新港社、蕭壟社、麻豆社、目加溜灣社等四社為前鋒攻擊部隊。吞霄社土官及眾番等距力抗拒，四社番死傷慘重。而另有獻計者曰岸裡社番（巴宰族，即目前豐原地區）能夠穿林越澗，如要擒拿土官卓介卓霧亞生非岸裡社番不可。但當時岸裡社並未歸附清朝，而派遣翻譯者進入岸裡社地說項，以及贈送糖、菸、布、銀，岸裡社番大喜，而同意協助清朝政府出兵繞道於吞霄後山（火焰山山脈）由後而攻，清軍由海面向內陸進擊，兩面夾攻之下，擒獲土官並大敗吞霄社番。士官被岸裡社番所擒，押至郡戶諸市斬首以示諸番是役剿亂成功。當時清軍以及吞霄社番死亡人數數百人。
目前苗栗縣通霄鎮大坪頂山十八好漢祠，有座刻鏤「靈魂」兩字的石碑，即為吞霄社事變清兵與平埔族群戰役中，於荒野留下骨骸合葬之地。當時通霄、苑裡尚未有漢人移墾，來台理番清兵與平埔族群族人在現在之通霄、苑裡深山遭遇，雙方傷亡慘重，清兵結合另一批善戰的平埔族群族人逮獲殺清兵的頭目，而在當時清兵有18人在戰役中殉難，頭顱被番人掛在濫仔坑（現為苑裡鎮蕉埔里）茄苳樹上，後被路人發現18顆頭顱全部放置水缸內合葬。清同治年間遷移至現址已是第三個埋葬地。靈魂碑與清朝時吞霄社事變以理番政策古戰場有關，因位處深山，古戰場正確位置已很模糊，但卻是通苑地區漢人移民開發的開端。

## 風俗文化

### 祭典

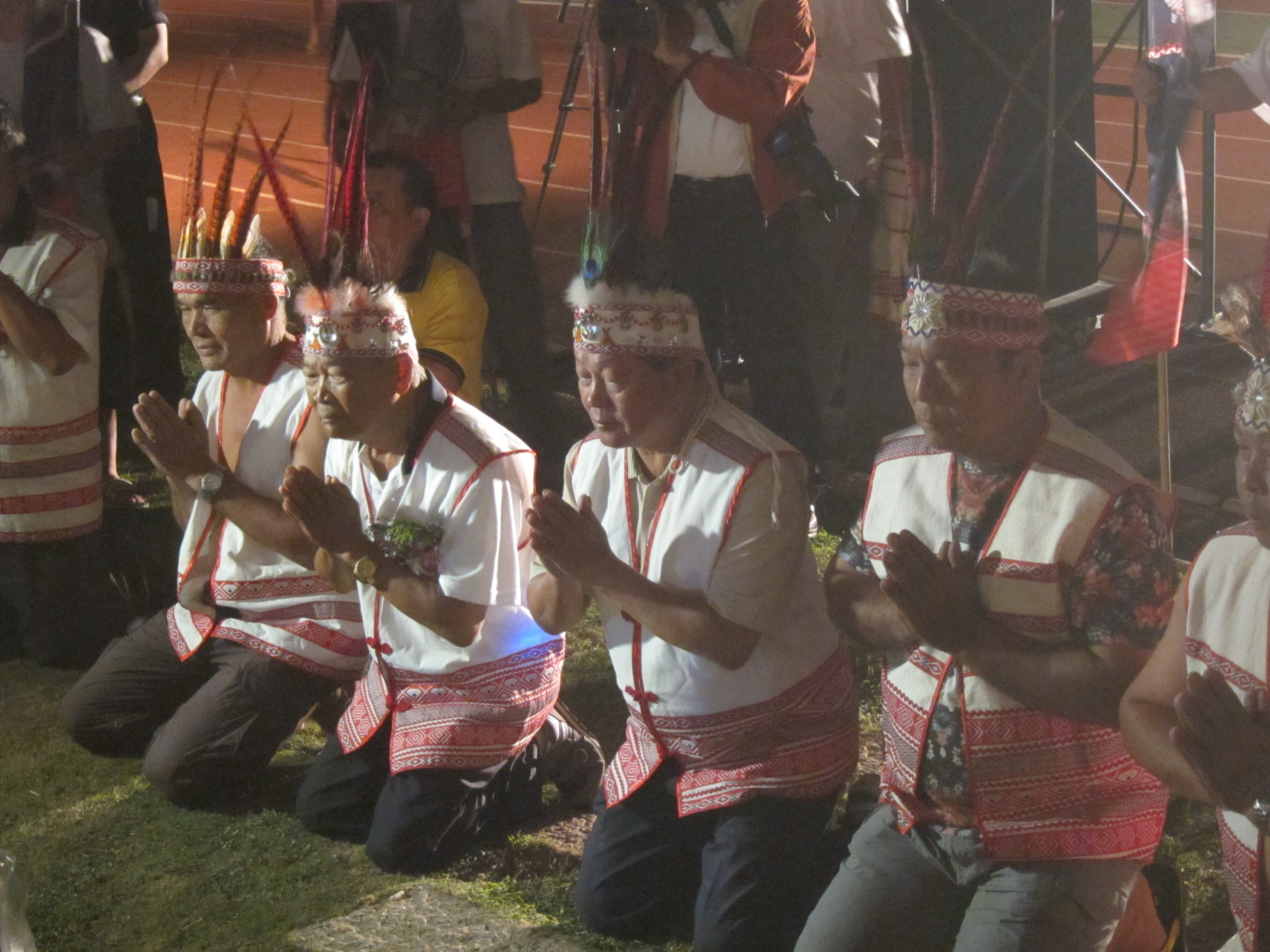
於牽田祭上祭拜祖靈的道卡斯族人（中間為道卡斯裔的前苗栗縣長劉政鴻）

- 牽田祭：道卡斯人稱豐年祭為牽田，每年於農曆七月十五至八月十五舉行，族人需於1個月前製作「祖靈大旗」，全長約6、7尺高，由3名「舉旗手issama」在祭典時揹在背上於祭圈中行走，舉旗手兩旁各需一名護旗手協助行走，「祖靈大旗」象徵部落至高祖靈信仰，族人深信如果倒下會招來不幸。

牽田又分為做旗頭、做旗尾二個節日，各為三天，族人興致高時，則可由旗頭一苴做到旗尾，白天狩獵，晚上慶祝共同分享獵物。
- 祭祖：道卡斯人稱作「巴代」(Patai)是敬祖的意思，也是道卡斯族人視為最神聖的節日，但對外人而言，則是最具神秘色彩的節日。
- 祈雨祭：是一個不定期的祭典，唯有乾旱時期才會舉辦的祭典，也是道卡斯族傳統祭典中，唯一不曾在文獻中或田野調查紀錄上出現的一個祭典。

### 服飾

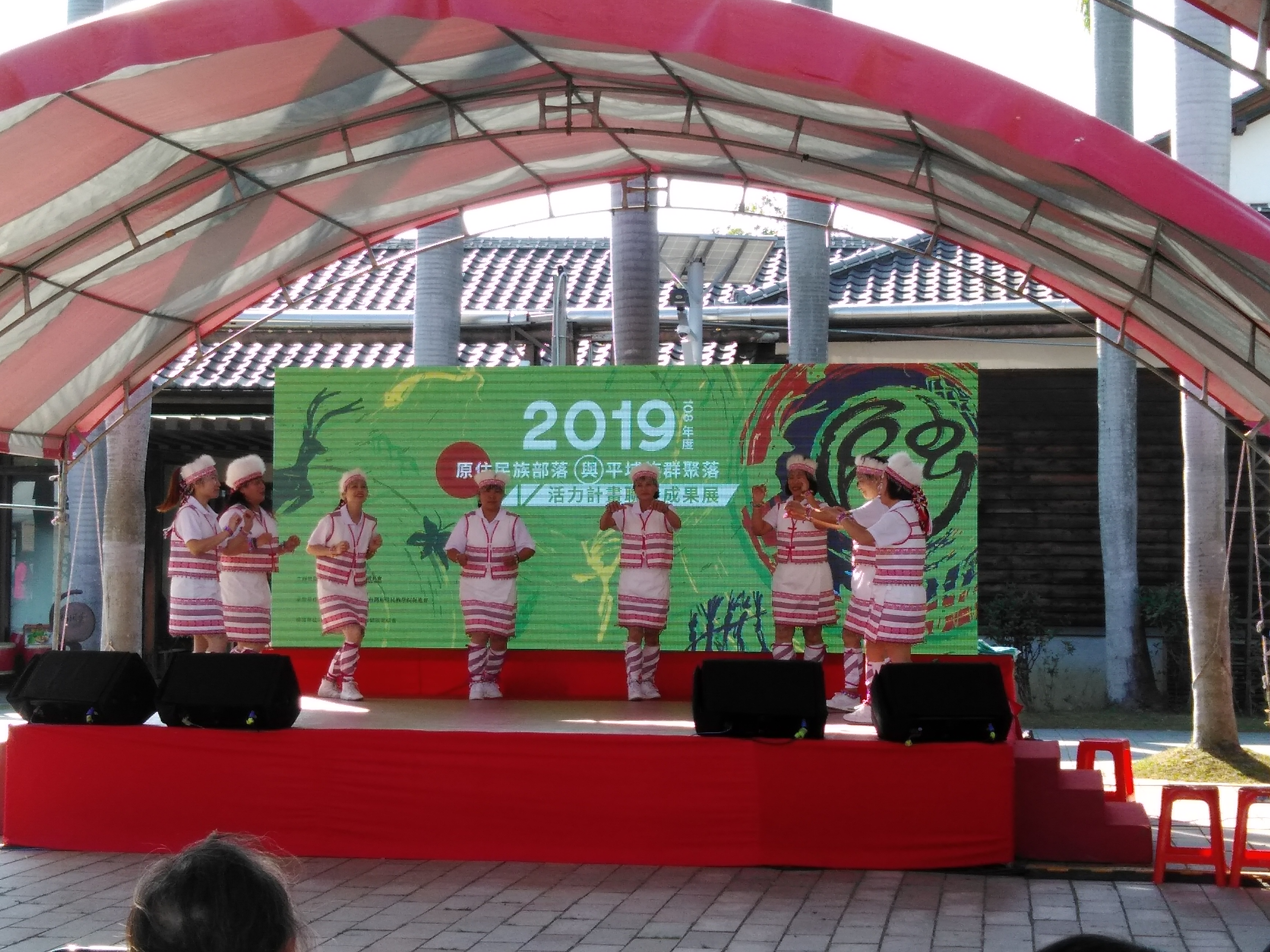
道卡斯族傳統服飾

- 傳統服裝：以白色作為打底，搭配紅白相間的圖紋條紋製作而成。

- 刺繡劍帶：使用道卡斯族傳統的紅黑白３種顏色，以及部分帶有漢民族元素與類似道卡斯族大旗的圖紋所製作而成。[3]

- 儀式帽（Kumurus）：獸皮圓筒帽上搭配著一對鹿角及鳥類的翎羽而做成。[4]

- 束腰帶（Keke）：約莫四五吋寬，以藤條編製而成。[4]

### 飲食
- 以黍米當作主食，醃製鹿肉或魚蝦作為配菜。[5]

### 婚姻
- 嫁娶與招贅婚共同舉行。
- 接受離婚，但女子必須等前夫再娶才能改嫁。[5]

### 喪葬
- 室外土葬。
- 不使用棺材，而是以鹿皮包裹屍體。
- 守喪期：父母過世，要守半個月，伴侶過世，要守一個月，村里的人過世，則是要暫停出外耕作３日。[5]

## 特殊文化資產

### 道卡斯石滬
合歡石滬是台灣早期沿岸石滬群其中之一，在苗栗外埔一帶，大大小小也有近十個，但是外埔漁港興建後，南邊淘深，許多石滬崩毀，只剩北邊的母乃與合歡石滬。
合歡石滬較大，現今依然使用中。依照存在的契約，為早期為道卡斯人所建，漢人交易而買下，起建年代傳說上推700年，確切是日本時代有大修，擴大至今規模。
石滬採集當地卵石堆疊，多層保護以抗海浪，由於是圓石，堆疊更需技巧，目前建造維修已漸失傳，台灣很多疊石技術，已經依賴水泥。

## 聚落
竹塹社群（竹塹二社）

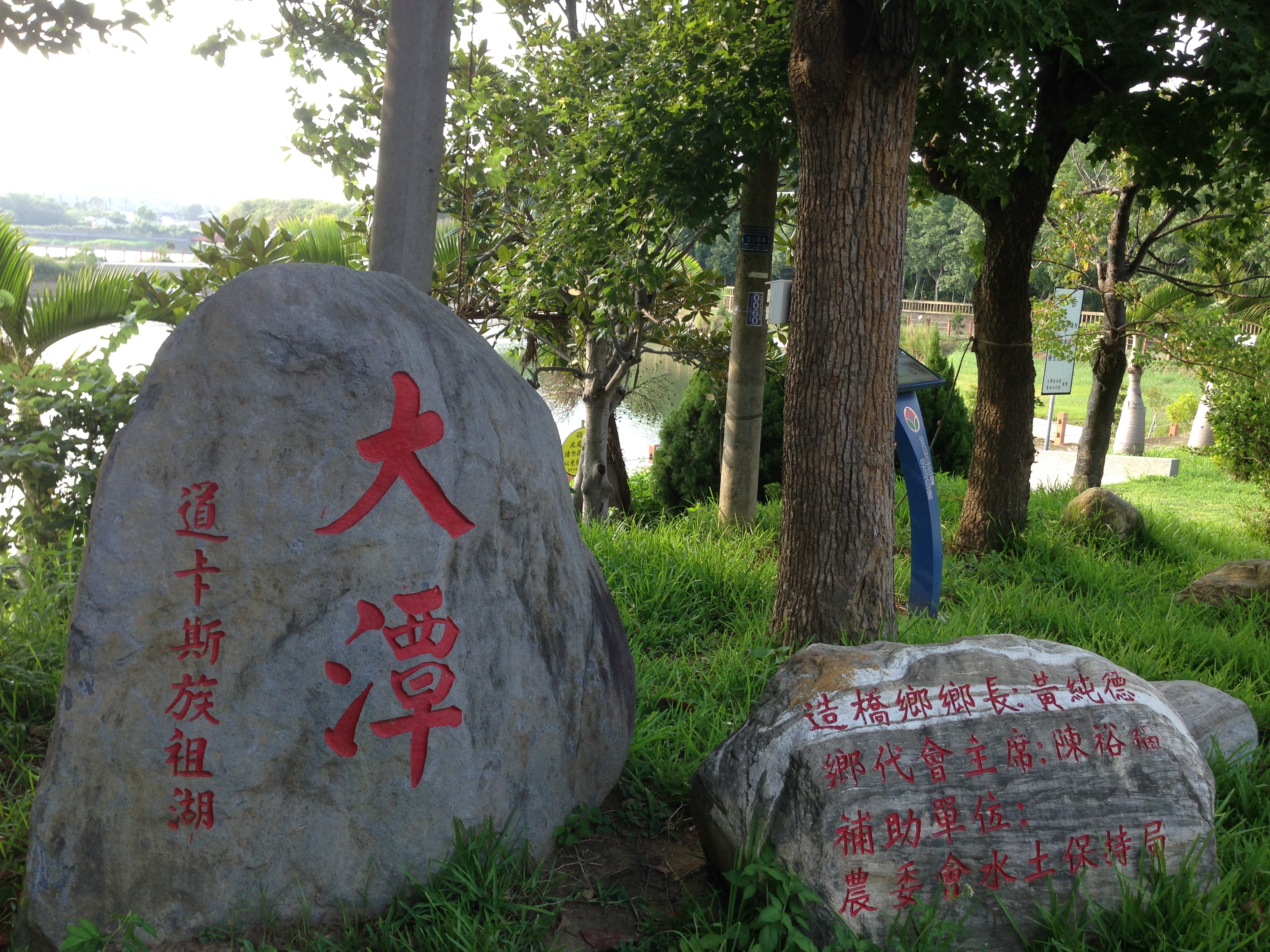
苗栗縣造橋鄉龍昇湖為道卡斯族的聖湖

- 竹塹社（Pocaal，新竹市、部分新竹縣北埔鄉和峨眉鄉、苗栗縣南庄鄉、桃園市觀音區）
- 眩眩社（Gingingh，新竹市）

後壠社群（後壠五社）
- 後壠社（Yass；Auran，苗栗縣後龍鎮）
- 中港社（Mckarubu，苗栗縣竹南鎮）
- 新港社（苗栗縣後龍鎮）
- 貓裏社（Pali狸哩，苗栗縣苗栗市）
- 加志閣社（苗栗縣苗栗市）

貓裏社和加志閣社後來合併成「貓閣社」
崩山社群（蓬山八社/崩山八社）
- 大甲西社（台中市大甲區、大安區）、南投縣埔里鎮）
- 大甲東社（台中市外埔區）
- 日南社（台中市大甲區、南投縣埔里鎮）
- 雙寮社（台中市大甲區、南投縣埔里鎮）
- 貓盂社（Ballebal狸咧鉢，苗栗縣苑裡鎮、南投縣埔里鎮）
- 房裡社（苗栗縣苑裡鎮、南投縣埔里鎮）
- 苑裡社（苗栗縣苑裡鎮、南投縣埔里鎮）
- 吞霄社（苗栗縣通霄鎮、南投縣埔里鎮）[6]

## 參看
- 道卡斯語
- 吞霄社事件
- 大甲西社事件

## 外部連結
- 中央研究院平埔文化資訊網 （页面存档备份，存于）
- 中央研究院南島語數位典藏
- 中央研究院語言學研究所 （页面存档备份，存于）
- 苗栗道卡斯族牽田祭 民熱衷保存完整 （页面存档备份，存于）
- 媽祖遇上道卡斯族海神變山神 （页面存档备份，存于）
- 認識平埔原住民的祭祖文化 （页面存档备份，存于）
- 失了根的石滬文化節 （页面存档备份，存于）
- 可否請別忘記道卡斯的名字 （页面存档备份，存于）

- 關於道卡斯語的說法記錄 （页面存档备份，存于）